# Frankenweenie (película de 1984)
Para el largometraje de 2012, véase Frankenweenie (película de 2012).
Frankenweenie es un mediometraje de unos 30 minutos de duración, filmado en blanco y negro y dirigido por Tim Burton en el año 1984, cuya historia parodia la novela Frankenstein de Mary Shelley.

## Argumento
Víctor Frankenstein (interpretado por Barret Oliver) es un niño que realiza cortos donde su perro de raza bull terrier Sparky es el protagonista, hasta que este es arrollado por un coche. En su escuela Víctor aprende sobre el impulso eléctrico de los músculos y se le ocurre usar esa técnica para revivir a su mascota. Crea un complejo artefacto cuya culminación es una gran explosión de luz que devuelve a la vida a Sparky. Si bien Víctor y su familia aceptan al revivido animal sus vecinos están aterrados y cuando el perro se les acerca se asustan, asustando a su vez al perro que huye con Víctor detrás. Lo encuentran en el molino de un abandonado minigolf al que los vecinos de Víctor prenden accidentalmente fuego con una cerilla. Víctor se golpea y cae inconsciente. Entonces Sparky lo arrastra lejos de las llamas pero el perro es golpeado por un molino del minigolf y muere. Los vecinos de Víctor arrepentidos de sus actos prestan los cables de su auto para "recargar" a Sparky y cuando este revive todos lo celebran.

## Reparto
- Sparky como Sparky.
- Barret Oliver como Víctor Frankenstein.
- Shelley Duvall como Susan Frankenstein.
- Daniel Stern como Ben Frankenstein.
- Joseph Maher como Sr. Chambers.
- Roz Braverman como Sra. Epstein.
- Paul Bartel como Sr. Walsh.
- Sofia Coppola como Anne Chambers.
- Jason Hervey como Frank Dale.
- Paul C. Scott como Mike Anderson.
- Helen Boll como Sra. Curtis.
- Rusty James como Raymond.

## Premios y nominaciones
Nominaciones
- Premios Saturn, 1993
  - Mejor lanzamiento en vídeo, Frankenweenie.

## Controversia
Burton fue despedido por Disney tras finalizar la película; los estudios declararon que él había desperdiciado recursos monetarios de la compañía y que la película era demasiado terrorífica para personas menores. Se había anunciado que el corto debutaría en los cines antes del reestreno de Pinocho el 21 de diciembre de 1984, pero fue cancelado. El corto fue estrenado en los cines de Reino Unido en 1985 junto a Baby, el secreto de la leyenda perdida de Touchstone Pictures. Después del éxito de Beetlejuice, La gran aventura de Pee-Wee y Batman, todas filmadas por Burton, la película fue lanzada en formato de vídeo casero en 1994. En la actualidad aparece como un extra con Vincent junto a The Nightmare Before Christmas en DVD, Blu-ray y UMD para PSP.

## Adaptación
En noviembre de 2007, Tim Burton firmó con Disney la realización de un largometraje basado en Frankenweenie, utilizando animación stop-motion.